# Saïd al-Mouragha
Le colonel Saïd al-Mouragha (arabe : سعيد مُراغة ou سعيد موسى)(né en 1927 et mort en 2013) était un ancien capitaine de l'armée jordanienne jusqu'à ce qu'il fasse défection et rejoigne l'OLP en 1970. Il est bien connu parmi Palestiniens comme Abou Moussa.

## Biographie
Abou Moussa est né à Silwan. En tant que Palestinien, Abou Mousa a rejoint l'armée jordanienne en 1948 et est devenu commandant d'un bataillon d'artillerie en 1969. Au cours de cette période, il a été envoyé suivre une formation militaire à la prestigieuse Académie militaire britannique de Sandhurst. En octobre 1970, après les combats de Septembre Noir, Abou Mousa quitta l'armée jordanienne pour rejoindre l'OLP et s'installa avec la majeure partie de la Résistance palestinienne au Liban. Ici, il a pris le commandement d'une alliance entre l'OLP et les milices libanaises, qui ont combattu les Syriens lorsque la Syrie est intervenue dans la guerre civile libanaise en 1976. En 1978, le gouvernement syrien a tenté en vain de l'assassiner.

## Rupture avec l'OLP et alliance avec la Syrie
Abou Moussa est devenu chef adjoint des opérations de l'OLP et a dirigé la défense de Beyrouth par l'OLP en 1982 contre les Israéliens. Cependant, il s'est brouillé avec Yasser Arafat, chef du Fatah et de l'OLP, en mai 1983. Il s'est publiquement plaint des pratiques de corruption au sein de l'OLP, en particulier de la promotion de personnes politiques fidèles à Arafat à des postes militaires importants. Il était également connu pour ses opinions dures sur Israël et son opposition franche à ce qu'il considérait comme une tentative d'Arafat de parvenir à une solution négociée au conflit (voir Front du rejet).
En novembre 1983, il fut expulsé de l'armée de l'OLP et il créa le soulèvement du Fatah (ou Fatah al-Intifada en arabe) en opposition à Arafat. Avec le soutien de la Syrie, qui s'opposait à toute négociation avec Israël, Abou Mousa a conduit ses partisans à chasser l'OLP d'Arafat du nord du Liban.
En 1984, Abou Moussa a dirigé le soulèvement du Fatah pour rejoindre les Dix de Damas à Damas en opposition à l'OLP, mais n'a pas réussi à obtenir une majorité de soutien palestinien. Il rejoindra le Front palestinien de salut national en 1985 et s'opposera aux accords d'Oslo en 1993. il se retira de son rôle de leader dans les années 1990 et ne sera plus actif à partir de ce moment-là.